# Flaeming-Skate

Logo

Lage in Brandenburg

Flaeming-Skate ist die Bezeichnung für ein Wegesystem im brandenburgischen Landkreis Teltow-Fläming auf dem Gebiet der Städte Luckenwalde, Jüterbog, Baruth/Mark, des Amts Dahme/Mark sowie der Gemeinden Niederer Fläming, Niedergörsdorf und Nuthe-Urstromtal, das speziell für die Bedürfnisse von Inlineskatern konzipiert wurde, jedoch auch von Radfahrern und anderen Rollsportlern genutzt werden kann. Es handelt sich dabei um die längste zusammenhängende Strecke dieser Art in Europa. Eingeweiht wurde das Projekt im Jahr 2001, gebaut mit verschiedenen Fördermitteln zur Entwicklung des Tourismus in dieser strukturschwachen Region. In den Folgejahren erfolgten stetige Streckenverlängerungen und Anbindung von Rundkursen, die alle auf unterschiedlichen Territorien liegen und schrittweise in mehreren Jahren eingeweiht wurden.
Träger ist der Landkreis Teltow-Fläming, der über die Flaeming-Skate GmbH alle Aktivitäten bezüglich Werbung, Vermarktung und Sponsoring rund um die Flaeming-Skate steuert. Flaeming-Skate ist eine eingetragene Marke.

## Streckennetz

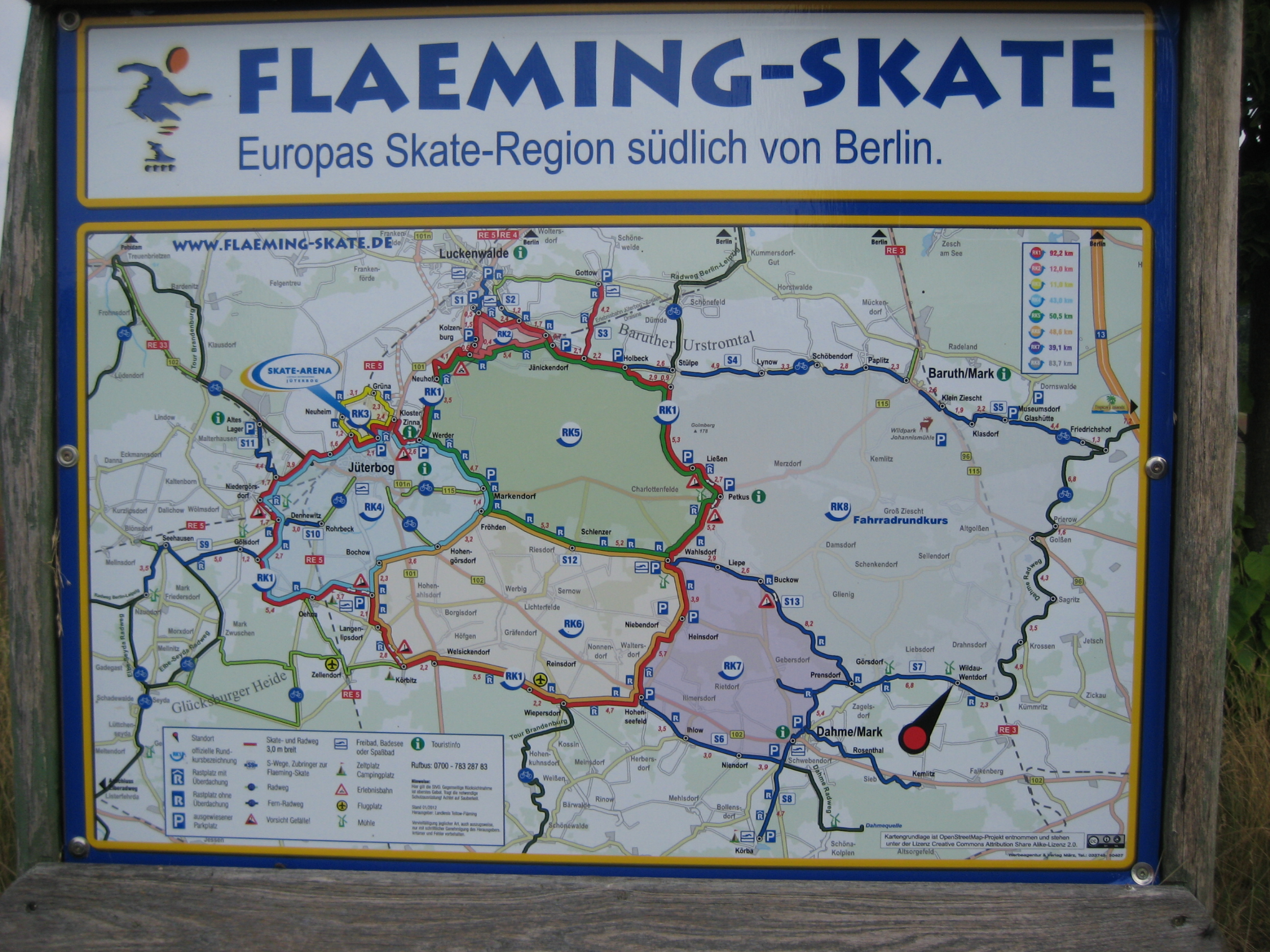
Karte

### Überblick
Das Streckennetz umfasst eine Länge von insgesamt ca. 230 km (Stand Ende 2020). Es besteht aus 2–3 Meter breiten Fahrstreifen und in der Regel 2 Meter breiten Zubringerstrecken, die mit einer sehr feinen Asphaltschicht mit 0,5er Körnung versehen sind und durchschnittlich zweimal pro Woche gereinigt werden, sowie der Skate-Arena Jüterbog. Die Wege führen durch das Baruther Urstromtal und durch den Niederen Fläming. Einige Streckenteile wurden auf der ehemaligen Trasse der Jüterbog-Luckenwalder Kreiskleinbahnen angelegt.

### Acht Rundkurse

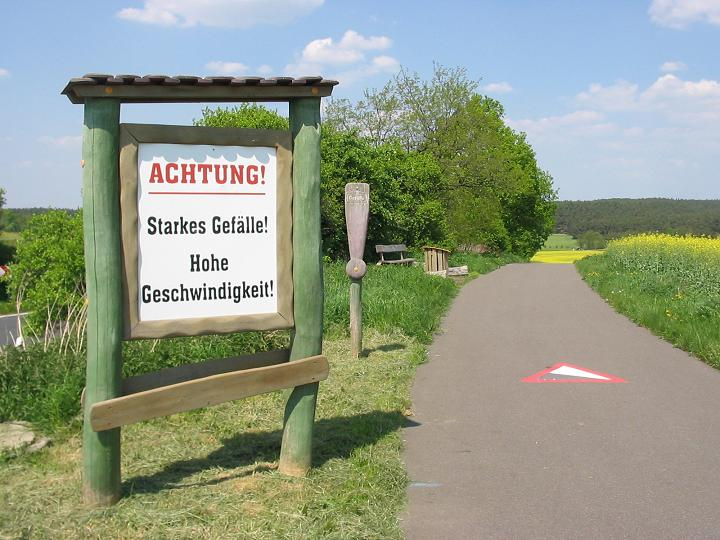
Rundkurs 1 zwischen Petkus und Ließen mit Blick auf den Golmberg

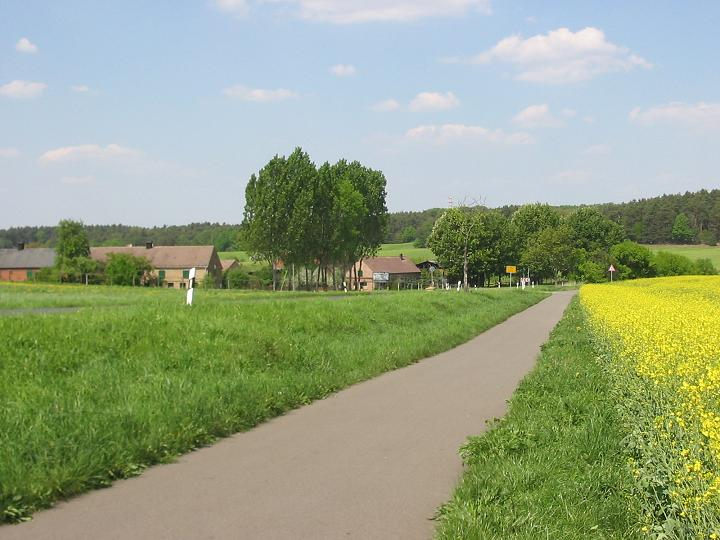
Bei Ließen

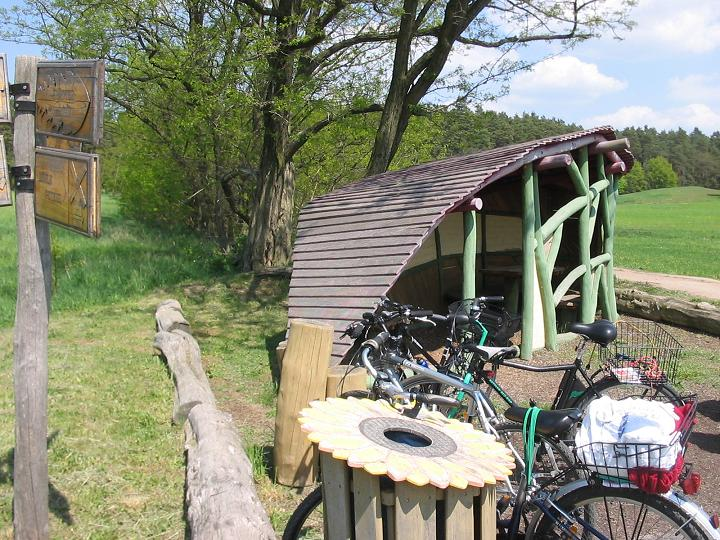
Rastplatz bei Ließen

- RK 1 (94,6 km; Großer Rundkurs): Verlauf: Jüterbog, Werder, Neuhof, Kolzenburg, Jänickendorf, Holbeck, westlich am Fuß des Golmberg entlang, Ließen, Petkus, Wahlsdorf, Niebendorf, Hohenseefeld, Wiepersdorf, Welsickendorf, Körbitz, Langenlipsdorf, Oehna, Dennewitz, Niedergörsdorf, Jüterbog.
- RK 2 (12,0 km): Luckenwalde – Jänickendorf – Luckenwalde. Besonders geeignet für Anfänger.
- RK 3 (11,0 km): Von Jüterbog über Neuheim und Grüna nach Kloster Zinna mit dem berühmten Zisterzienserkloster und zurück nach Jüterbog.
- RK 4 (43,0 km; Marathonstrecke): Werder, Markendorf, Fröhden, Hohengörsdorf, Bochow, Oehna, Dennewitz, Niedergörsdorf, Jüterbog, Kloster Zinna
- RK 5 (50,6 km): Luckenwalde, Kolzenburg, Neuhof, Werder, Markendorf, Fröhden, Schlenzer, Wahlsdorf, Petkus, Ließen, Holbeck, Jänickendorf
- RK 6 (48,6 km): Langenlipsdorf, Körbitz, Welsickendorf, Wiepersdorf, Hohenseefeld, Niebendorf, Wahlsdorf, Schlenzer, Fröhden, Hohengörsdorf.
- RK 7 (39,1 km): bestehend aus Teilen des RK 1 und den Zubringern S6 und S13 – Hohenseefeld, Dahme, Prensdorf, Buckow, Wahlsdorf – lange Waldabschnitte
- RK 8 (83,7 km; Fahrradrundkurs): Bestehend aus Teilen des RK 1 und den Zubringern S4, S5, S7, S13 und nicht asphaltierten Abschnitten des Dahme-Radweges im östlichen Teil – Wahlsdorf, Buckow, Prensdorf, Wildau-Wentdorf, Golßen, Museumsdorf Glashütte, Baruth/Mark, Stülpe, Petkus

### Dreizehn Zubringer
- Die S1 und S2 zweigen zwischen Kolzenburg und Jänickendorf vom RK1 bzw. 2 ab und stellen kurze Verbindungen in die Luckenwalder Innenstadt dar.
- S3: Zwischen Jänickendorf und Holbeck zweigt ein 4 km langer Stichweg (3 m breit) ab und führt durch ein ausgedehntes Waldgebiet nach Gottow. Bademöglichkeit am Gottower See.
- S4: In Holbeck zweigt eine 22,5 km lange Stichstrecke ab, die über Lynow, Paplitz bis Baruth/Mark führt und von dort weiter als S5 über Klein Ziescht, Klasdorf nach Glashütte.
- S6: Der 11 km lange Stichweg zweigt bei Hohenseefeld ab und führt über Ihlow und Niendorf nach Dahme, einer 800 Jahre alten Stadt mit historischem Stadtkern. Am Ortseingang Dahme zweigen die 4,7 km lange S8 in Richtung Körbaer Teich und die 12 km lange S7 durch die Innenstadt von Dahme über Prensdorf nach Wildau-Wentdorf ab.
- S9: Zwischen Oehna und Dennewitz zweigt eine rund 10 km lange Stichstrecke über Göhlsdorf, Seehausen (Kulturscheune) in Richtung Naundorf (Sachsen/Anhalt) ab.
- S10: Von Dennewitz führt eine 3,0 km lange Strecke nach Rohrbeck und von dort weiter über einen Radweg nach Jüterbog.
- S11: Vom Bahnübergang der Strecke Jüterbog – Potsdam erreicht man nach 4,4 km das Gelände des ehemaligen Militärflugplatzes Altes Lager mit der Kartbahn Altes Lager.
- S12: 10,5 km lange Verbindung zwischen Markendorf und Wahlsdorf, Teil der Rundkurse 5 und 6.
- S13: Rund 12 km lange Strecke zwischen Wahlsdorf und Prensdorf, ab Buckow nahezu ausschließlich im Wald, Teil der Rundkurse 7 und 8 und Verlängerung der S12.

### Die Skate-Arena Jüterbog
Die Anlage umfasst ein 200-Meter-Oval (5,85 m breit), einen 600-Meter-Straßenkurs (6,00 m breit) mit natürlichem Bodenprofil und ein Hockeyfeld (20 × 40 Meter). Flutlicht- und Beschallungsanlage sowie digitale Zeiterfassung runden die multifunktionale Ausstattung ab. In der Arena befinden sich 1400 Sitzplätze, davon 800 überdacht. Im Jahr 2005 fanden hier die 17. Speedskating-Europameisterschaften auf der Bahn statt.
In der Nachbarschaft zur Fläming-Skate wurde 2004 der Fläming Walk eröffnet, eine Nordic-Walking-Strecke mit 43 ausgeschilderten Rundkursen auf einem Wegenetz von über 450 km Streckenlänge.
Seit 2003 kreuzt die Draisinenstrecke Erlebnisbahn Zossen-Jüterbog mehrfach die Flaeming-Skate.

## Verknüpfung mit anderen überregionalen Radwegen
Die Flaeming-Skate ist in Teilen auch gleichzeitig Streckenabschnitt für andere überregionale Radwege, beispielsweise:
Der Streckenabschnitt von Wiepersdorf über Petkus, Jänickendorf, Luckenwalde, Jüterbog (RK1), mit Abstechern in deren Innenstädte und über Rohrbeck S10, nach Niedergörsdorf (wieder RK1) ist gleichzeitig Teil der Tour Brandenburg.
Der Streckenabschnitt von Stülpe (S4) über Luckenwalde, Jüterbog, Niedergörsdorf, Dennewitz (RK1), Abzweig S9 über Gölsdorf, Seehausen bis Naundorf ist gleichzeitig auch Teil des Radweges Berlin–Leipzig. Bereits in Naundorf kann vom Radweg Berlin Leipzig über Seyda und Listerfehrda zum Elberadweg oder Schwarze-Elster-Radweg gewechselt werden, alternativ zum Anschluss in Lutherstadt Wittenberg.
Der Abschnitt im südlichen Bereich von Wiepersdorf bis Hohenseefeld (RK1), über Ihlow bis zum Ortseingang Dahme/Mark (S6) und von dort weiter in südlicher Richtung bis zum Körbaer Teich (S8) ist Teil der 170 km langen Elsterradtour (nicht zu verwechseln mit dem Schwarze-Elster-Radweg).
Der RK8 bzw. die S7 zwischen Dahme/Mark und Wildau-Wentdorf ist hier gleichzeitig Teil des Dahme-Radwegs, der über Kümmritz in Richtung Norden weiterführt.

## Verkehrsanbindung
Die Bahnhöfe Luckenwalde und Jüterbog an der Bahnstrecke Berlin–Halle liegen unter einem Kilometer entfernt vom Flaeming-Skate. In Luckenwalde ist der Einstieg an der Straße Am Nuthefließ, im Ortszentrum. Es existiert vom Bahnhof aus eine Ausschilderung. In Jüterbog führt der Flaeming-Skate nordwestlich am Bahnhof vorbei, die Ausschilderung ist jedoch lückenhaft und mit Inline-Skates nicht fahrbar. Von der Bahnhofsunterführung geht es durch die ehemalige Kasernenstadt Jüterbog II bis zur Bülowstraße, an der entlang der Flaeming-Skate führt.
Unmittelbar am Flaeming-Skate befindet sich der Haltepunkt Oehna der Bahnstrecke Jüterbog–Röderau, der vom RE4 aus Berlin bzw. Falkenberg bedient wird. Auch der Haltepunkt Niedergörsdorf (RE3) ist nicht weit vom Flaeming-Skate entfernt (es existieren durchgehende Radwege, die für Inline-Skates geeignet sind).
Der Haltepunkt Drahnsdorf der Bahnstrecke Berlin–Dresden (RE8) liegt direkt am RK8 (S7) und ermöglicht eine komplette Ost-West-Querung des Flaeming-Skates. Der S7-Zubringer (sowie alle Zubringerstrecken) wird allerdings nicht so häufig wie das Kernnetz des Flaeming-Skates gereinigt.
Darüber hinaus existieren in fast jedem Ort am Flaeming-Skate Rufbus-Haltestellen. Die Kleinbusse fahren die Bahnhöfe Jüterbog und Luckenwalde an und müssen zwei Stunden vorher bestellt werden.